# Raul Arnemann
Raul Arnemann (23 de enero de 1953) es un deportista soviético que compitió en remo.
Participó en los Juegos Olímpicos de Montreal 1976, obteniendo una medalla de bronce en la prueba de cuatro sin timonel. Ganó tres medallas de plata en el Campeonato Mundial de Remo entre los años 1974 y 1977.

## Palmarés internacional
| Juegos Olímpicos   | Juegos Olímpicos         | Juegos Olímpicos  | Juegos Olímpicos   |
| Año                | Lugar                    | Medalla           | Prueba             |
| ------------------ | ------------------------ | ----------------- | ------------------ |
| 1976               | Montreal (Canadá)        | Medalla de bronce | Cuatro sin timonel |
| Campeonato Mundial |                          |                   |                    |
| Año                | Lugar                    | Medalla           | Prueba             |
| 1974               | Lucerna (Suiza)          | Medalla de plata  | Cuatro sin timonel |
| 1975               | Nottingham (Reino Unido) | Medalla de plata  | Cuatro sin timonel |
| 1977               | Ámsterdam (Países Bajos) | Medalla de plata  | Ocho con timonel   |